# 安岡拓斗
安岡 拓斗（やすおか たくと、1996年10月29日 - ）は、兵庫県出身のサッカー選手。ポジションはDF。

## クラブ歴
報徳学園高等学校卒業後、モンテネグロに渡った。
2017年にセルビア・プルヴァ・リーガのOFKベオグラードに移籍。同年夏にスウェーデン4部のFCリンシェーピング・シティに移籍し、半年でエッタンフォトボル（スウェーデン3部）に昇格した。
2021年2月1日に自身のTwitterにて、2020年シーズンにエッタンで優勝し、スーペルエッタン（スウェーデン2部）に昇格を果たしたヴァーサルンドIFへの移籍を発表した。